# Podział administracyjny Dominiki

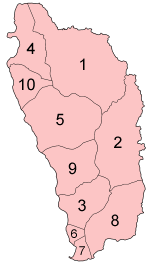
parafie Dominiki

Dominika jest podzielona na 10 parafii administracyjnych, nazwa każdej z nich pochodzi od innego świętego. Parafie w porządku alfabetycznym:
1. parafia świętego Andrzeja (Saint Andrew Parish)
2. parafia świętego Dawida (Saint David Parish)
3. parafia świętego Jerzego (Saint George Parish)
4. parafia świętego Jana (Saint John Parish)
5. parafia świętego Józefa (Saint Joseph Parish)
6. parafia świętego Łukasza (Saint Luke Parish)
7. parafia świętego Marka (Saint Mark Parish)
8. parafia świętego Patryka (Saint Patrick Parish)
9. parafia świętego Pawła (Saint Paul Parish)
10. parafia świętego Piotra (Saint Peter Parish)

Dominika jest też podzielona na 14 parafii kościelnych.